# Kevin Schade
Kevin Schade (Potsdam, 27 novembre 2001) è un calciatore tedesco, attaccante del Brentford e della nazionale tedesca.

## Biografia
È nato in Germania da madre tedesca e padre nigeriano.

## Caratteristiche tecniche
È un'ala sinistra molto veloce e abile nel dribbling. Nel corso della sua carriera ha ricoperto anche il ruolo di ala destra e punta centrale.

## Carriera

### Club
Giovanili e il passaggio al Friburgo
Cresciuto nei settori giovanili del Babelsberg e dell'Energie Cottbus, nel 2018 si trasferisce al Friburgo. Dopo dei risultati ottimi con le giovanili in termini di goal e assist, debutta in prima squadra il 21 agosto 2021 in occasione dell'incontro di Bundesliga vinto 2-1 contro il Borussia Dortmund. Il 5 dicembre 2021 segna il suo primo goal tra i professionisti, nella vittoria larga sul risultato finale di 0-6 in casa del Borussia Monchengladbach. Termina la sua prima stagione tra i grandi con 5 goal e 2 assist tra Bundesliga e Dfb Pokal.
L'arrivo in Inghilterra al Brentford
Il 3 gennaio 2023 si trasferisce in prestito agli inglesi del Brentford. Fa il suo debutto con la nuova maglia, il 14 gennaio 2023 subentra nella partita di Premier League contro il Bournemouth.
Il 12 giugno 2023 viene riscattato dal club inglese per 25 milioni di euro, firmando un contratto fino al 30 giugno 2028. Nel suo primo anno e mezzo in Inghilterra, realizza soltanto 2 goal e 2 assist. Un giocatore di talento e dal potenziale elevato, frenato da un infortunio subito agli adduttori che lo ha tenuto ai box da settembre 2023 fino ad aprile 2024, per più di mezza stagione.
Nella stagione 2024/2025 il suo rendimento cresce in modo esponenziale,  si presenta il 30 novembre 2024 con una tripletta nella gara di Premier League vinta contro il Leicester per 4-1. Torna al goal il 7 dicembre successivo, nella vittoria casalinga per 4-2 contro il Newcastle united. Il 4 gennaio 2025 apre con un goal la super partita del Brentford in casa del Southampton, battuto per 0-5. Mette a segno altri due goal, entrambi decisivi per le vittorie contro il Crystal Palace per 2-1 in casa e nel derby di Londra contro il West Ham united vinto per 0-1 in trasferta.

### Nazionale
Ha giocato nelle nazionali giovanili tedesche Under-18, Under-19, Under-20 ed Under-21.
Nel marzo del 2023, viene convocato per la prima volta con la nazionale maggiore tedesca, in vista delle amichevoli contro Perù e Belgio, esordendo nel successo per 2-0 contro i peruviani.

## Statistiche
Statistiche aggiornate al 13 settembre 2021.

### Presenze e reti nei club
| Stagione        | Squadra         | Campionato      | Campionato | Campionato | Coppe nazionali | Coppe nazionali | Coppe nazionali | Coppe continentali | Coppe continentali | Coppe continentali | Altre coppe | Altre coppe | Altre coppe | Totale | Totale | Totale |
| Stagione        | Squadra         | Comp            | Pres       | Reti       | Comp            | Pres            | Reti            | Comp               | Pres               | Reti               | Comp        | Pres        | Reti        | Pres   | Reti   |        |
| --------------- | --------------- | --------------- | ---------- | ---------- | --------------- | --------------- | --------------- | ------------------ | ------------------ | ------------------ | ----------- | ----------- | ----------- | ------ | ------ | ------ |
| 2019-2020       | Friburgo II     | RL              | 5          | 1          |                 | -               | -               |                    | -                  | -                  |             | -           | -           | 5      | 1      |        |
| 2020-2021       | Friburgo II     | RL              | 26         | 8          |                 | -               | -               |                    | -                  | -                  |             | -           | -           | 26     | 8      |        |
| 2021-2022       | Friburgo II     | RL              | 1          | 2          |                 | -               | -               |                    | -                  | -                  |             | -           | -           | 1      | 2      |        |
| 2021-2022       | Friburgo        | BL              | 4          | 0          | CG              | 0               | 0               |                    | -                  | -                  |             | -           | -           | 4      | 0      |        |
| Totale carriera | Totale carriera | Totale carriera | 36         | 11         |                 | 0               | 0               |                    | -                  | -                  |             | -           | -           | 36     | 11     |        |

### Cronologia presenze e reti in nazionale
| Cronologia completa delle presenze e delle reti in nazionale ― Germania | Cronologia completa delle presenze e delle reti in nazionale ― Germania | Cronologia completa delle presenze e delle reti in nazionale ― Germania | Cronologia completa delle presenze e delle reti in nazionale ― Germania | Cronologia completa delle presenze e delle reti in nazionale ― Germania | Cronologia completa delle presenze e delle reti in nazionale ― Germania | Cronologia completa delle presenze e delle reti in nazionale ― Germania | Cronologia completa delle presenze e delle reti in nazionale ― Germania |
| Data                                                                    | Città                                                                   | In casa                                                                 | Risultato                                                               | Ospiti                                                                  | Competizione                                                            | Reti                                                                    | Note                                                                    |
| ----------------------------------------------------------------------- | ----------------------------------------------------------------------- | ----------------------------------------------------------------------- | ----------------------------------------------------------------------- | ----------------------------------------------------------------------- | ----------------------------------------------------------------------- | ----------------------------------------------------------------------- | ----------------------------------------------------------------------- |
| 25-3-2023                                                               | Magonza                                                                 | Germania                                                                | 2 – 0                                                                   | Perù                                                                    | Amichevole                                                              | -                                                                       | 75’                                                                     |
| 28-3-2023                                                               | Colonia                                                                 | Germania                                                                | 2 – 3                                                                   | Belgio                                                                  | Amichevole                                                              | -                                                                       | 80’                                                                     |
| 9-9-2023                                                                | Wolfsburg                                                               | Germania                                                                | 1 – 4                                                                   | Giappone                                                                | Amichevole                                                              | -                                                                       | 81’                                                                     |
| 14-10-2024                                                              | Monaco di Baviera                                                       | Germania                                                                | 1 – 0                                                                   | Paesi Bassi                                                             | UEFA Nations League 2024-2025 - 1º turno                                | -                                                                       | 77’                                                                     |
| Totale                                                                  |                                                                         | Presenze                                                                | 4                                                                       |                                                                         | Reti                                                                    | 0                                                                       |                                                                         |